# Деуля, Тарас Тимофеевич
Тара́с Тимофе́евич Деуля (1901, станция Тарутино, Томская губерния, Российская империя — 30 июня 1974, Иркутск, Иркутская область, СССР) — российский и советский учёный, кандидат геолого-минералогических наук, доцент, ректор Иркутского государственного университета (1945—1956).

## Биография
Родился в 1901 году на ст. Тарутино в семье путевого обходчика Красноярской железной дороги. Окончил городское училище, затем Ачинскую учительскую семинарию. В 1920—1922 годах — в рядах Красной армии (служил в политотделе 5-й Армии инструктором по ликвидации неграмотности).
В 1922 г. учился на рабфаке, а в 1923 году поступил на естественное отделение Иркутского университета, окончив его в 1926 году по специальности «педагог по естествознанию и химии». До 1930 года преподавал в школе, после поступил в аспирантуру ленинградского Института кристаллографии, минералогии и геохимии АН СССР.
В 1933 году вернулся в Иркутский университет, заведовал кафедрой минералогии и петрографии, затем геологическим отделением, в 1934 стал доцентом, в 1936 г. стал проректором по научной и учебной работе. С мая 1945 по январь 1956 года — ректор Иркутского госуниверситета.
В январе 1956 года сосредоточился на кафедральной и преподавательской работе на геологическом факультете. Изучал геологию золотоносных мест Амура, совместно с М. М. Одинцовым, Н. А. Флоренсовым, В. П. Солоненко занимался прогнозированием залежей алмазов. Автор и соавтор 11 научных работ.
Избирался депутатом Иркутского городского и областного Советов народных депутатов.
Есть сын Андрей.
Умер в Иркутске.